# Watykańskie monety euro

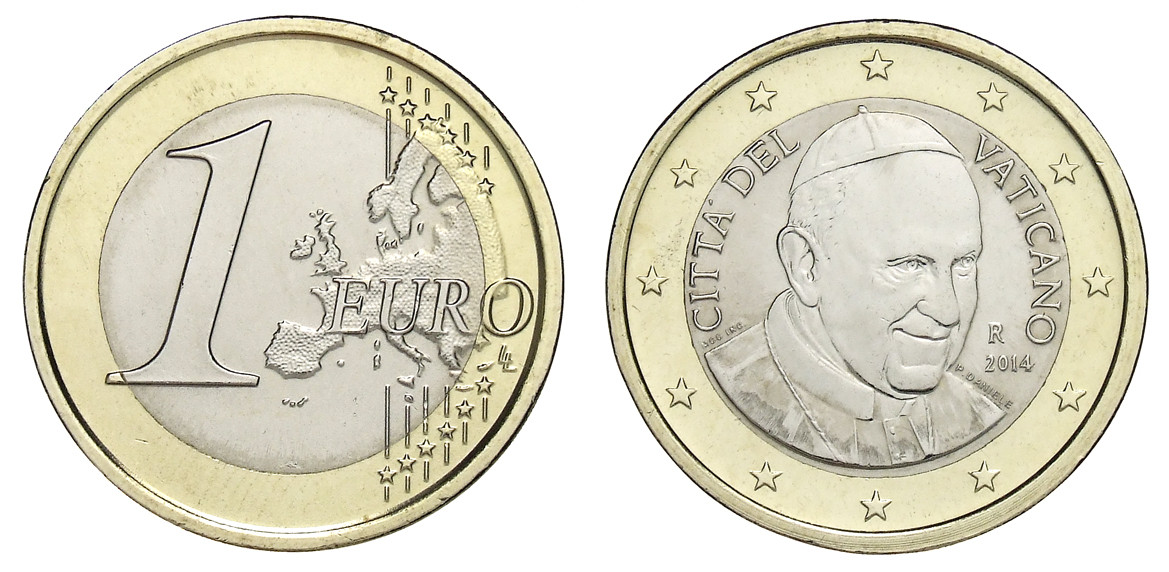
Moneta 1 euro, 2014

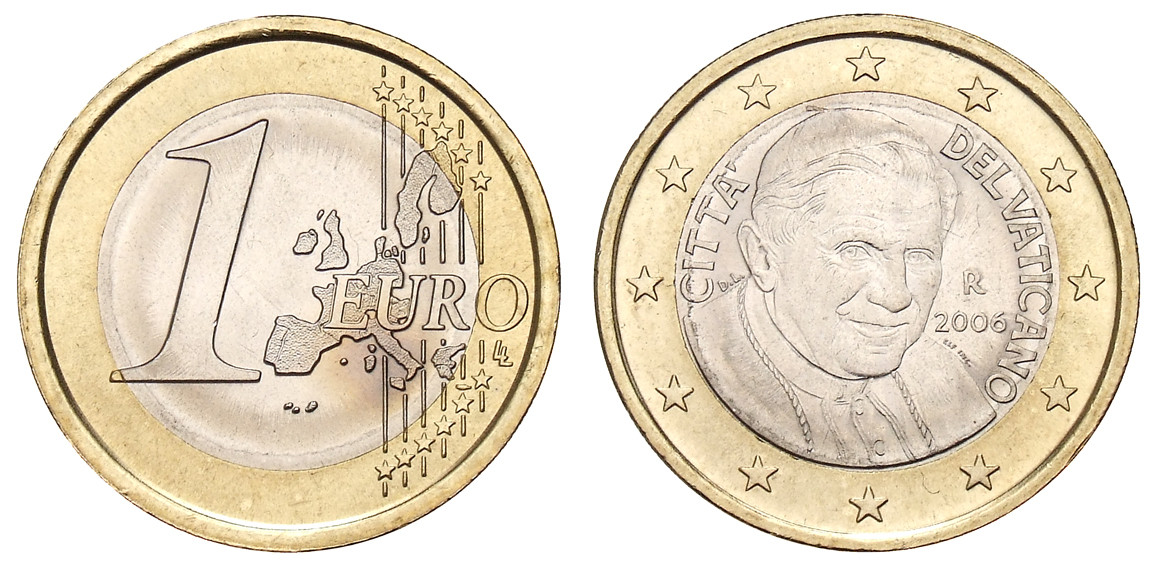
Moneta 1 euro, 2006

Mimo że Watykan nie jest członkiem Unii Europejskiej, obowiązującą walutą jest euro. Wcześniej był to lir watykański. Wszystkie awersy monet watykańskich noszą inskrypcję Città del Vaticano i dwanaście gwiazd Europy, chociaż nie są symbolem religijnym, ani państwowym.

## Seria pierwsza
Pierwsze monety przedstawiały Jana Pawła II. Seria pierwsza była emitowana od marca 2002 do maja 2005.

## Seria druga
Od śmierci Jana Pawła II, bito monety z symbolem sediswakancji. Seria druga była emitowana od czerwca 2005 do marca 2006.

## Seria trzecia
27 kwietnia 2006 wydano awersy z Benedyktem XVI. Seria trzecia była emitowana od kwietnia 2006 do grudnia 2013.

## Seria czwarta
Monety serii czwartej mają awersy z Franciszkiem. Jest to pierwsza seria, gdzie monety mają różne wizerunki papieża. W roku 2008 zmieniono regulacje dotyczące bicia monet przez państwa członkowskie strefy euro i od tego czasu nie są bite monety w okresie sede vacante. Z okazji sede vacante w 2013 roku wyemitowano jedynie okolicznościową monetę 2 euro. Seria czwarta była emitowana od stycznia 2014 do lutego 2017.

## Seria piąta[1]
Monety serii piątej mają awersy z herbem Franciszka. Jest to pierwsza seria, gdzie monety zamiast wizerunku papieża mają papieski herb. Seria piąta jest emitowana od marca 2017.